# Thomas Docwra

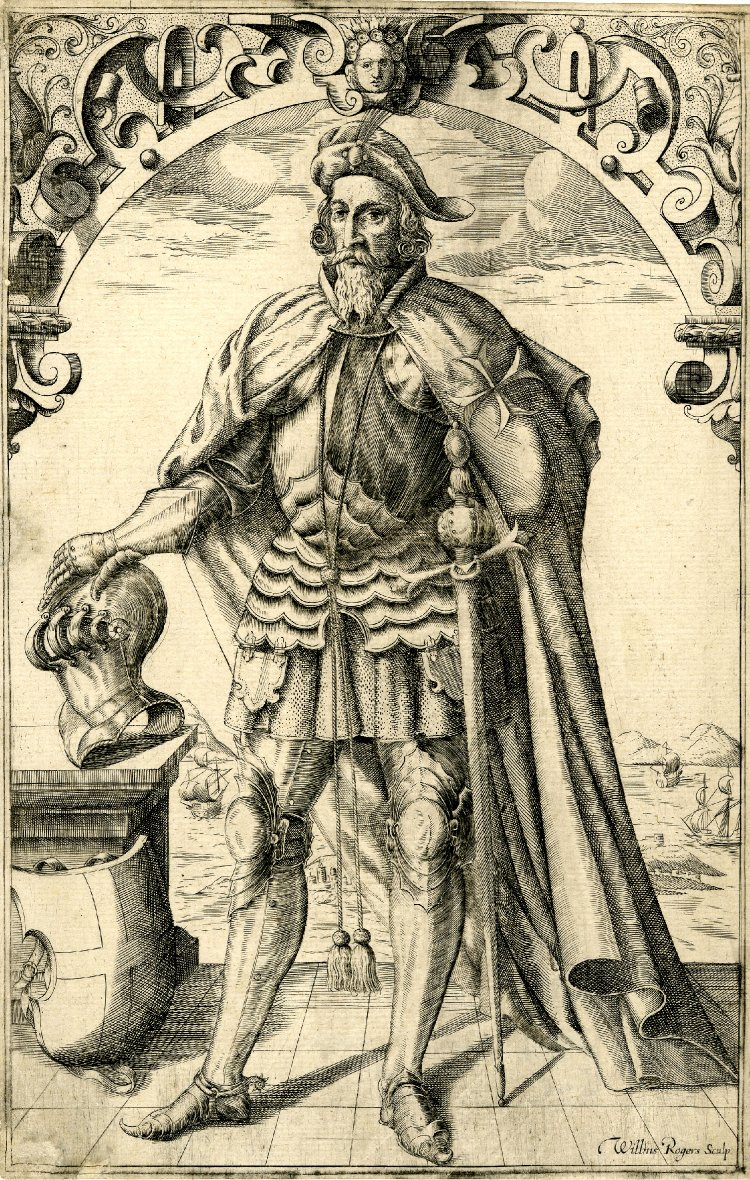
Thomas Docwra, kopergravure door William Rogers.

Thomas Docwra (1458 - Londen, Mei 1527) was een Engelse edelman en ridder in de Orde van Malta.

## Biografie
Thomas Docwra werd op 16-jarige leeftijd in de Orde van Malta opgenomen. Hij was in 1480 aanwezig bij het beleg van Rhodos. In 1494 werd Docwra benoemd tot prior van Ierland. Vijf jaar later werd hij benoemd door grootmeester Pierre d'Aubusson tot kapitein van de Petrusburcht in Bodrum. Slechts een jaar later wordt hij benoemd tot grootprior van de Langue van Engeland. Docwra geeft de opdracht voor de bouw van de Saint John's Gate, de nieuwe poort voor de priorij in Londen. In 1520 was hij een van de edelen die Hendrik VIII van Engeland begeleidde naar Field of the Cloth of Gold. In mei 1527 stierf hij in de priorij van de Orde en werd daar begraven.